# Réseau Mikanda
 (avril 2023).
Mikanda est un réseau des bibliothécaires congolais, créé en 2003 sous la forme d'un portail web spécialisé dans l'amélioration de l'accès à la lecture grâce à la gestion numérique de livres, regroupant bibliothèques, centres de documentation et autres fonds documentaires privés en République démocratique du Congo. Ce réseau figure parmi les ressources générales ou multidisciplinaires de l’Université catholique de Louvain dans ses autres catalogues et outils de découverte.

## Sources et références
1. ↑  Réseau Mikanda - Mutualisation des ressources documentaires en RDC, mikanda.info, consulté le 28 janvier 2021
2. ↑  « Catalogue en ligne Réseau Mikanda », sur katalog.mikanda.info (consulté le 16 février 2021)
3. ↑  « BIBLIOTHÈQUE », sur Institut National des Arts, 16 septembre 2019 (consulté le 24 février 2021)
4. ↑  « Médias - IRIV - Institut de Recherche et d'Information sur le Volontariat », sur www.iriv.net (consulté le 23 février 2021)
5. ↑  « Ressources générales ou multidisciplinaires », sur UCLouvain (consulté le 16 février 2021)